# L'Intrusion
Pour les articles homonymes, voir Intrusion.
Pour plus de détails, voir Fiche technique et Distribution.
L'Intrusion (Intrusion) est un film américain réalisé par Adam Salky, sorti en 2021.

## Synopsis
Meera Parsons, qui vient de se rétablir d'un cancer du sein et Henry, son compagnon architecte, s'installent dans une maison ultra moderne à Corrales (Nouveau-Mexique) que ce dernier a conçue. Alors qu'ils rentrent de soirée, ils découvrent que quelqu'un s'est introduit chez eux.
Dans le bureau d'Henry, Meera découvre une porte dissimulée menant vers un sous-sol secret. Elle trouve Christine enchaînée à une chaise et se rend compte que le bruit de cliquetis dans la maison était dû à ses chaînes qui claquaient sur les tuyaux. Henry arrive avant que Meera ne puisse la libérer, révélant qu'il a toujours ressenti des pulsions meurtrières. Meera se rend compte qu'Henry a construit leur maison pour kidnapper des femmes et y commettre des meurtres. Elle essaie d'appeler à l'aide, mais Henry la maîtrise et l'attache avant de remonter à l'étage pour renvoyer les invités chez eux. Meera parvient à se libérer et à libérer Christine. Henry retourne au sous-sol alors qu'ils tentent de s'échapper, et une course-poursuite s'ensuit. Henry assomme Meera et traîne Christine en bas. Au moment où il est sur le point de la tuer, Meera frappe Henry à la tête, le tuant. On la voit ensuite sortir de la maison désormais vide.

## Fiche technique
- Titre : L'Intrusion
- Titre original : Intrusion
- Réalisation : Adam Salky
- Scénario : Chris Sparling
- Musique : Alex Heffes
- Photographie : Eric Lin
- Montage : Ben Baudhuin
- Production : Kyle Benn, Russell Hollander, Alexandra Milchan, Matthew Myers, Chris Sparling et Josh Weinstock
- Société de production : Sea Smoke Entertainment, Creator Media Entertainment, EMJAG Productions, Good Universe et Outlaw Productions
- Pays :  États-Unis
- Genre : Drame et thriller
- Durée : 92 minutes
- Dates de sortie : 
  - Netflix : 22 septembre 2021

## Distribution
- Freida Pinto (VF : Karine Foviau) : Meera Parsons
- Logan Marshall-Green (VF : Anatole de Bodinat) : Henry Parsons
- Robert John Burke (VF : Hervé Bellon) : le détective Steven Morse
- Megan Elisabeth Kelly (VF : Lisa Caruso) : Christine Cobb
- Sarah Minnich (VF : Caroline Victoria) : Joanne Waterston
- Hayes Hargrove : Bill Waterston
- Mark Sivertsen (VF : Mathieu Buscatto) : Dylan Cobb
- Brandon Fierro : Colby Cobb
- Antonio Valles : Paul Cobb
- Clint Obenchain : Clint Oxbow
- David DeLao : le lieutenant Henderson
- Denielle Fisher Johnson : Dr. Burke
- Brandon Root (VF : Martin Faliu) : Peter

## Accueil
Le film a reçu un accueil défavorable de la critique. Il obtient un score moyen de 39 % sur Metacritic.